# Burgstall Pusselsheim
Der Burgstall Pusselsheim ist eine abgegangene mittelalterliche Niederungsburg vom Typus eines Ebenerdigen Ansitzes etwa 100 Meter südsüdwestlich der Kirche in Pusselsheim, einem Ortsteil der Gemeinde Donnersdorf im Landkreis Schweinfurt in Bayern.
Von der ehemaligen Burganlage ist nur noch ein runder Graben mit Außenwall erhalten.